# Huerta Grande Norte
Huerta Grande Norte är en ort i Mexiko.   Den ligger i kommunen Teloloapan och delstaten Guerrero, i den södra delen av landet, 150 km sydväst om huvudstaden Mexico City. Huerta Grande Norte ligger 1 333 meter över havet och antalet invånare är 217.
Terrängen runt Huerta Grande Norte är kuperad. Runt Huerta Grande Norte är det ganska glesbefolkat, med 36 invånare per kvadratkilometer. Närmaste större samhälle är Teloloapan, 8,8 km norr om Huerta Grande Norte. I omgivningarna runt Huerta Grande Norte växer huvudsakligen savannskog.